# Charles Noel, 2. Earl of Gainsborough
Charles George Noel, 2. Earl of Gainsborough (* 5. September 1818; † 13. August 1881) war ein britischer Politiker der Whigs sowie später der Liberal Party und Adeliger, der zwischen 1840 und 1841 Mitglied des House of Commons war und 1866 den Titel als Earl of Gainsborough erbte. Dadurch wurde er Mitglied des House of Lords wurde, dem er bis zu seinem Tod 1881 angehörte.

## Leben
Noel war der älteste Sohn von Charles Noel, 1. Earl of Gainsborough und dessen Ehefrau Elizabeth Grey, der Tochter von George Grey, 1. Baronet und dessen Ehefrau Mary Whitbread.
Am 28. Januar 1840 wurde Noel als Kandidat der Whigs Mitglied des House of Commons und vertrat in diesem bis zum 29. Juni 1841 den Wahlkreis Rutlandshire. 1848 wurde er Nachfolger von Richard Lucas als High Sheriff von Rutland, gab dieses Amt jedoch kurz darauf an John Thomas Springthorpe ab.
Nach dem Tode seines Vaters erbte er von diesem am 10. Juni 1866 den Titel als 2. Earl of Gainsborough, in the County of Lincoln sowie die damit verbundenen nachgeordneten Titel als 2. Viscount Campden, of Campden in the County of Gloucester, 4. Baron Barham, of Barton Court and Teston in the County of Kent, 2. Baron Noel, of Ridlington in the County of Rutland sowie 4. Baronet Middleton, of Barham Court and Teston, in the County of Kent. Dadurch wurde er auch Mitglied des House of Lords, dem er bis zu seinem Tod am 13. August 1881 angehörte. Daneben wurde er 1867 als Nachfolger des verstorbenen Brownlow Cecil, 2. Marquess of Exeter Lord Lieutenant von Rutland und übte dieses Amt ebenfalls bis zu seinem Tod aus. Sein Nachfolger wurde daraufhin William Tollemache, 9. Earl of Dysart.
Noel heiratete am 1. November 1841 Ida Harriet Augusta Hay, eine Tochter von William Hay, 18. Earl of Erroll und Elizabeth FitzClarence. Aus dieser Ehe gingen drei Töchter und zwei Söhne hervor, darunter Charles William Francis Noel, der nach dem Tode seines Vaters den Titel als 3. Earl of Gainsborough erbte. Die Töchter waren Edith Horatia Emma Frances Noel, Blanche Elizabeth Mary Annunciata Noel sowie Constance Julia Eleanor Georgiana Noel, die mit Henry Bellingham, 4. Baronet verheiratet war, der zwischen 1880 und 1885 Mitglied des House of Commons sowie von 1911 bis 1921 Lord Lieutenant von Louth war. Der jüngere Sohn Edward Noel war Offizier und zuletzt Oberstleutnant der Rifle Brigade (Prince Consort’s Own).